# Ulrich Gerard Lauts
Ulrich Gerard Lauts (Amsterdam, 19 mei 1787 - Utrecht, 25 juli 1865) was een Nederlands handelaar, hoogleraar in de Nederlandse taal en literatuur en auteur. Lauts publiceerde over diverse onderwerpen, waaronder Nederlandse taal- en letterkunde, aardrijkskunde en (koloniale) geschiedenis. In zijn latere levensjaren was hij diplomaat namens de republiek Oranje-Vrijstaat en de Zuid-Afrikaansche Republiek. 

## Biografie
Lauts werd geboren als zoon van Frederik Ulrich Lauts, lid van een voorstaanstaand Amsterdams handelshuis. Na de dood van zijn vader in 1811 reisde hij door Duitsland, Engeland en Denemarken. Na de vereniging van Nederland en België vestigde hij zich in Brussel, waar hij in 1821 aangesteld werd tot leraar in de Nederlandse taal- en letterkunde aan het Atheneum aldaar. In augustus 1830, na de Belgische opstand, werd hij als hoogleraar verbonden aan het Koninklijk Instituut voor de Marine te Medemblik. In 1840 nam hij daar ontslag en vestigde zich in Kampen, Leiden, en wederom in Kampen. Zijn laatste levensjaren bracht hij te Utrecht door.
In mei 1855 werd hij benoemd tot consul-generaal voor de Boerenrepubliek Oranje-Vrijstaat, maar trad in 1857 af door een conflict met de Vrijstaatse regering. Hij werd toen diplomatiek agent van de Zuid-Afrikaansche Republiek. Die functie oefende hij tot zijn dood uit.